# فرناندو هرنانديز (لاعب كرة طائرة)
فرناندو هرنانديز (11 سبتمبر 1989 في كوبا - ) هو لاعب كرة طائرة كوبا في مركز ضارب خارجي ‏. لعب مع Halkbank (men's volleyball) ‏.

## وصلات خارجية
- فرناندو هرنانديز على موقع الاتحاد الأوروبي (الإنجليزية)
- فرناندو هرنانديز على موقع عالم الكرة الطائرة (الإنجليزية)
- فرناندو هرنانديز على موقع دوري الدرجة الأولى الإيطالي للكرة الطائرة - رجال (الإيطالية)
- فرناندو هرنانديز على موقع الدوري الياباني (مؤرشف) (اليابانية)